# Бикултурализам
Бикултурализам су напори људи који припадају различитим социокултурним групама, чија су радна места и домови у близини, да се адаптирају једни на друге. Ови напори могу укључити учење или акомодацију на језик друге групе, вредности, обичаје и обрасце понашања. У стварности мања и слабија култура носи већи део терета акомодације у односу на доминантну групу.